# Equip Hoyt
L'Equip Hoyt són un pare (Dick Hoyt) i un fill (Rick Hoyt, nascut en 1962) a Massachusetts que competeixen junts en maratons, triatlons i altres desafiaments físics. En Rick té una discapacitat adquirida al moment de néixer per falta d'oxigen al seu cervell, ja que el seu cordó umbilical es va enredar al voltant del seu coll, cosa que li va originar una paràlisi cerebral. En Dick el du en una cadira especial acoblada davant de la seva bicicleta, el remolca en una barca especial quan neden i l'empeny en una cadira de rodes adaptada quan corren.
Gràcies als seus pares, que van ignorar el diagnòstic dels metges que van indicar que en Rick es mantindria en un estat vegetal persistent i als enginyers de la Universitat Tufts, que van reconèixer que el seu sentit de l'humor indicava intel·ligència, a l'edat de 12 anys en Rick va ser capaç d'aprendre a usar un ordinador especial per comunicar-se, fent servir moviments del cap. Les primeres paraules que va escriure van ser "Vinga Bruins!", i llavors la família va entendre que en Rick era un fanàtic dels esports.
Van fer la seva primera carrera en 1977, una carrera benèfica de 5 milles per un jugador de lacrosse lesionat, antic company d'escola d'en Rick.
En Dick és un Tinent Coronel jubilat de la Força Armada dels Estats Units a la Guàrdia Nacional Aèria. En Rick va aconseguir un Grau acadèmic de la Universitat de Boston en Educació especial i ara treballa al Col·legi de Boston. Tots dos continuen competint en carreres i són oradors motivacionals.
Fins al juny de 2005, l'Equip Hoyt ha participat en 911 esdeveniments esportius, inloent 206 Triatlons (6 de les quals van ser competicions Ironman), 20 Duatlons i 64 Maratons, incloent 24 Maratons de Boston consecutives. Tots dos també van anar en bicicleta i corrent a través de tots els Estats Units en 1992, en un recorregut de 3.735 milles que els va dur 45 dies.
Quan li van preguntar a Rick Hoyt que li agradaria donar al seu pare, va respondre que "El que més desitjo és que el meu pare s'assegui en la cadira i jo el pugui empènyer".
Foren els protagonistes de l'espot de la Marató de TV3 del 2010 contra les lesions medul·lars i cerebrals adquirides.